# Louis Ginzberg
Pour les articles homonymes, voir Ginzberg.
Louis Ginzberg est un rabbin conservative talmudiste du XXe siècle (Kaunas, alors en Russie, le 28 novembre 1873 - New York le 11 novembre 1953).

## Éléments biographiques

### Jeunes années
Louis Ginzberg naît dans une famille religieuse dont la piété et l'érudition étaient bien connues et qui remontait au célèbre Gaon de Vilnius. Lui-même considère sa démarche intellectuelle mêlant le savoir académique aux études de la Torah sous l'appellation de « judaïsme historique, » comme une émulation de l'œuvre de son ancêtre. Dans son livre Les Étudiants, les Érudits et les Saints, il cite les instructions du Gaon de Vilnius : « Ne vous considérez pas liés aux opinions du Choulhan Aroukh si vous estimez qu'elles ne s'accordent pas avec celles du Talmud. »
À l'âge de neuf ans, son précepteur estime qu'il vaut mieux le laisser étudier seul. Il étudie alors le Talmud, privilégiant le peshat (sens simple du texte) au pilpoul (analyse intense du texte dans le but d'expliquer des différences conceptuelles entre différentes décisions halakhiques ou de réconcilier des contradictions entre docteurs que l'on tient pour apparentes). Il s'interroge déjà sur la validité scientifique des assertions des docteurs du Talmud, un sujet qu'il ne cessera d'approfondir sa vie durant. Il étudie ensuite brièvement à la yeshiva de Telz, où il est surnommé « l’ilouï de Neustadt. » Il préfère cependant suivre les cours à l'université de Berlin et à l'université de Strasbourg, passant à 25 ans sa thèse de doctorat à Heidelberg. Il écrit dans ses mémoires s'être senti attristé du chagrin de son père. Homme pieux, ce dernier avait été déçu que son fils veuille devenir un érudit et non un gaon.
Il part ensuite à Amsterdam et, de là, aux États-Unis.

### Carrière académique
Ginzberg arrive en Amérique en 1899, incertain de sa voie. Il accepte presque immédiatement un poste à l'Hebrew Union College et collabore à la rédaction de la Jewish Encyclopedia. Il ne se révèle cependant pleinement qu'à son entrée au Jewish Theological Seminary of America affilié au mouvement Massorti, peu après sa réorganisation en 1903. Ginzberg y enseigne le Talmud jusqu'à sa mort en 1953.
Au sein du mouvement Massorti américain, il fonde en 1920 le Committee on Jewish Law and Standards, comité rabbinique produisant nombre de responsa sur la halakha.
Ses travaux se fondent sur la conviction que le judaïsme et l'histoire juive ne peuvent être compris correctement sans une connaissance solide de la halakha. Louis Ginzberg ne se contente d'ailleurs pas de l'étudier, il émet des responsa, qui seront également publiées dans un recueil.
Beaucoup de collègues juifs orthodoxes de Ginzberg émettent de sérieuses réserves sur son choix de travailler au Jewish Theological Seminary. Ce dernier encourage officiellement ses enseignants et ses étudiants à considérer la littérature rabbinique dans son contexte social et historique, c'est-à-dire dans l'optique de la Wissenschaft des Judentums. Aussi, nombre de juifs orthodoxes considèrent son travail irrecevable dans le cadre de l'étude de la halakha.
En reconnaissance de son érudition impressionnante dans l'étude du judaïsme, Ginzberg fut l'un des soixante lauréats que l'université Harvard honora d'un doctorat à l'occasion de son tricentenaire. Comme expert il défend le judaïsme dans les affaires nationales et internationales. En 1906, il défend la communauté juive contre l'accusation antisémite de crime rituel et, en 1913, Louis Marshall lui demande d'intervenir dans l'affaire Beilis pour réfuter un libelle de ce genre édité à Kiev supposé se fonder sur des sources juives.

## Œuvres

### La science du judaïsme
Louis Ginzberg est l'auteur d'un certain nombre d'ouvrages savants, dont un commentaire sur le Talmud de Jérusalem en six volumes (plus un volume d'index).
Il a écrit 1 204 articles pour la Jewish Encyclopedia, ainsi que plusieurs entrées sous forme de longues monographies dont certains ont été recueillis par la suite dans son Legend and Lore.
L'un de ses travaux les plus connus est The Legends of the Jews (Les Légendes des Juifs), une série d'ouvrages rassemblant des centaines de légendes et de paraboles contenues dans la littérature midrashique et constituant le fond de la mythologie juive.

The Legends of the Jews constituent une synthèse originale d'un grand nombre d’aggadot venant de toute la littérature rabbinique classique, ainsi que des textes apocryphes, pseudépigraphiques et même appartenant à la littérature chrétienne primitive, avec des légendes qui vont de la création du monde et de la chute d'Adam jusqu'à l'histoire d'Esther et des Juifs en Perse en passant par une gigantesque collection de légendes sur Moïse. 
Ginzberg avait une connaissance encyclopédique de toute la littérature rabbinique et son œuvre maîtresse comprend une vaste éventail d’aggadot. Pourtant il n'a pas créé d'anthologie qui aurait présenté ces aggadot de façon distincte. Il a préféré les paraphraser et les réécrire sous forme d'une histoire continue en quatre volumes, suivis de deux volumes pour les notes de bas de page qui indiquent les sources spécifiques.
En dehors de The Legends of the Jews, son travail d'érudition le plus connu est peut-être son Geonica (1909), un compte rendu des Gueonim babyloniens contenant de très longs extraits de leurs responsa, dont beaucoup ont été préservés dans un état fragmentaire dans la Guéniza du Caire. Il a poursuivi ce travail dans une collection analogue intitulée Ginze Schechter (1929), en hommage à Solomon Schechter, pionnier de l'étude des documents de la Gueniza et fondateur du judaïsme conservative aux États-Unis.

### Responsa
Ginzberg devient une autorité halakhique importante dans le mouvement Massorti en Amérique du Nord ; pendant une période de dix ans (1917-1927), il est de fait l'autorité halakhique de ce mouvement. Il fonde et préside l'American Academy of Jewish Research.
Un grand nombre de ses responsa halakhiques sont rassemblées dans The Responsa of Professor Louis Ginzberg, ed. David Golinkin, NY: JTS, 1996.

#### Responsa sur le vin pendant la prohibition
L'un de ses responsa concerne l'utilisation de vin à l'intérieur de la communauté juive pendant la prohibition. Le 16 janvier 1920, le gouvernement américain a mis en application le dix-huitième amendement à la Constitution américaine qui stipule que : « Par la présente, sont interdits la fabrication, la vente, ou le transport de boissons enivrantes à l'intérieur des… États-Unis […] dans un but de consommation. » 
L'une des trois exceptions prévues concerne l'utilisation sacramentelle. Cependant, si l'usage de vin cérémoniel est limité dans les Églises chrétiennes, chaque fidèle en buvant très peu, seulement à l'église et le dimanche, ce n'est pas le cas dans le judaïsme, où la Loi impose de consommer au moins un revi'it (à peu près 76.5 millilitres) chez soi ou à la synagogue, en toute occasion qui nécessite un kiddouch — ce qui inclut non seulement le chabbat, mais aussi des fêtes juives, des mariages et des circoncisions rituelles. Ce seul fait aurait compliqué le règlement pour le vin cérémoniel : il aurait été facile pour des escrocs de créer des synagogues illégales, destinées uniquement à tromper le gouvernement et à recevoir du vin qui aurait été ensuite écoulé clandestinement.
En 1920, le mouvement réformateur avait proclamé que, pour résoudre le problème, on pouvait utiliser du jus de raisin. Le 24 janvier 1922, le mouvement conservative publie un responsum de 71 pages rédigé par Louis Ginzberg, qui étudie les aspects halakhiques de la consommation de jus de raisin en remplacement du vin à la lumière des circonstances historiques, et comprenant également un raisonnement méta-halakhique :
« La décision de... l'auteur de Magen Avraham selon laquelle on honore le mieux le commandement en se servant de vieux vin est rejetée. Même cette autorité reconnaîtrait qu'il vaut mieux prononcer le kiddouch sur du vin nouveau que de profaner le Nom et déshonorer le peuple juif, et nous savons bien le dommage que causerait au peuple juif le trafic de vin sacramentel. »
Cinq ans plus tard, Isaac Simha Hurewitz, un rabbin orthodoxe de Hartford, dans le Connecticut, conteste la décision de Ginzberg concernant le « vin non fermenté ». Cette critique n'a pas été publiée dans les journaux populaires ; on ne la trouvait que dans le « Yad Levi », son commentaire sur le Sefer HaMitzvot. Le rabbin Hurewitz ne se contente pas de contester le responsum de Ginzberg fondée sur la logique juridique, mais s'en prend à l'auteur lui-même.

Il conteste tout d'abord le statut du mouvement conservative comme autorité rabbinique légitime, en traitant ses membres de karaïtes, un courant du judaïsme florissant du VIIIe siècle au XIIe siècle, considéré hérétique par le judaïsme rabbinique car ses adeptes ne basent leur foi et leurs pratiques cultuelles que sur le texte biblique, sans reconnaître la tradition rabbinique antérieure. Il proclame ensuite les arguments intellectuels de Ginzberg sans valeur, écrivant que « Ginzberg n'a pas de cerveau puisque même un enfant non-juif serait capable de vous dire que le vin a meilleur goût et qu'on le préfère au jus de raisin ». Par cette attaque ad hominem, le rabbin Hurewitz montre bien la position orthodoxe, qui considérait Ginzberg comme le chef de file du judaïsme conservative au cours des années 1920, quelle que fût l'opinion de l'intéressé à ce sujet.

## Influence
Pendant les cinquante ans où Ginzberg enseigna au Jewish Theological Seminary, il forma deux générations de futurs rabbins conservative. Sur presque chacun d'eux individuellement il eut une influence profonde. À certains, encore aujourd'hui, il sert de modèle. Il a été le mentor du rabbin David Golinkin, le principal leader conservative d'aujourd'hui en Israël, qui a beaucoup écrit sur lui. Récemment ce dernier a publié une collection de responsa contenant 93 questions que Ginzberg avait tranchées.
Dans le discours d'ouverture, Ginzberg avait parlé de la nécessité de maintenir les Juifs conservative dans le cadre de la halakha. La conception qu'en matière de religion n'importe qui, fût-il ignorant, est capable de juger pour lui-même, contrevient directement à l'antique maxime juive : « L'ignorant ne saurait être pieux » (Avot 2:5). Pour lui, le vote majoritaire d'un conseil de synagogue est, au bout du compte, quantité négligeable quand il s'oppose au vote du judaïsme historique avec sa myriade de saints et ses milliers de sages et le soin de trier, de distribuer, de choisir, d'harmoniser et de compléter ne peut être confié qu'à des mains expérimentées. L'initiative de Ginzberg de fonder les décisions halakhiques sur des comités de juristes et non sur des profanes est restée encore aujourd'hui la méthode en usage dans le mouvement conservative.
En 1918, lors de la sixième convention annuelle du mouvement conservative, Ginzberg, en tant que président en exercice, a déclaré que l'United Synagogue of Conservative Judaism tenait fermement pour le « judaïsme historique » et il entra ainsi dans les détails :
« Essayons maintenant de comprendre le sens exact de l'expression judaïsme historique…Si nous regardons le judaïsme d'un point de vue historique, nous nous convainquons qu'il n'existe aucun aspect suffisamment profond pour épuiser le contenu d'un phénomène aussi complexe que le judaïsme… Voilà pourquoi la Torah moins le judaïsme… serait quelque chose d'entièrement nouveau et non la continuation de quelque chose qui a été donné... »

### Source
- David B. Levy « The making of the Encyclopaedia Judaica and the Jewish Encyclopedia » (2002)  (lire en ligne, consulté le 4 décembre 2006)
— « (ibid.) », dans Discours prononcés au cours de la 37ème convention annuelle des bibliothèques juives, Denver, CO